# Манчестерская операция
Манчестерская операция — гинекологическая операция, при которой сочетается передняя кольпорафия, кольпоперинеолеваторопластика, ампутация шейки матки и укрепление культи шейки матки кардинальными связками. Данная операция также носит название «операции Дональда, усовершенствованной Фозергиллом».
Манчестерская операция применяется при неполном выпадении и опущении матки, преимущественно при присутствии цистоцеле и элонгации шейки. При процедуре используется регионарная (эпидуральная или спинальная) анестезия и комбинированная анестезия. В связи с ампутацией шейки матки при операции в дальнейшем исключается возможность беременности.